# ستيفان هايم
ستيفان هايم (بالألمانية: Stefan Heym) (و. 1913 – 2001 م) هو كاتب، وسياسي، وروائي من جمهورية فايمار، والولايات المتحدة، وألمانيا، ولد في كيمنتس، كان عضوًا في سياسي مستقل، توفي عن عمر يناهز 88 عاماً، بسبب نوبة قلبية.

## مناصب
تولى منصب President by age ‏، وعضو في البوندستاغ الألماني.

## التعليم
تعلم في جامعة شيكاغو.

## الخدمة العسكرية
خدم في القوات البرية للولايات المتحدة.

## جوائز
حصل على جوائز منها:
- جائزة القدس (1992)
- جائزة هاينريش مان [الإنجليزية]‏ (1952)[12]
- الجائزة الوطنية لجمهورية ألمانيا الديمقراطية.

## وصلات خارجية
- ستيفان هايم على موقع IMDb (الإنجليزية)
- ستيفان هايم على موقع مونزينجر (الألمانية)
- ستيفان هايم على موقع ألو سيني (الفرنسية)
- ستيفان هايم على موقع ميوزك برينز (الإنجليزية)
- ستيفان هايم على موقع أول موفي (الإنجليزية)
- ستيفان هايم على موقع قاعدة بيانات الأفلام السويدية (السويدية)
- ستيفان هايم على موقع ديسكوغز (الإنجليزية)
- ستيفان هايم على موقع كينوبويسك (الروسية)